# Cmentarz żydowski w Bełzie
Cmentarz żydowski w Bełzie – został założony w 1790 roku. Do naszych czasów na kirkucie zachowało się kilkadziesiąt nagrobków, w tym macewy trzech pierwszych cadyków bełskich, Szolema Rokeacha z Bełza, zwanego Sar Szalom (zm. 1855), jego syna Joszuy Rokeacha (zm. 1894) oraz wnuka Issachara Dowa Rokeacha (zm. 1926), będące celem pielgrzymek chasydów z całego świata.